# Перемышльский кремль
Перемышльский кремль — бывшая деревянная крепость Перемышля Калужской области.

## История
Согласно археологическому материалу, собранному на городище Перемышля, древнерусское поселение здесь возникло в XII—XIII веках на месте более древнего поселения, близкого к роменской культуре. Надо полагать, что к моменту первого летописного упоминания (1328 год) Перемышль был уже укреплённым городом, будучи столицей небольшого Перемышльского княжества (удела Черниговского княжества). В 1480 году относившийся к Великому княжеству Литовскому Перемышль был опустошён ханом Большой Орды Ахматом, который возвращался со Стояния на Угре и мстил Казимиру IV за неоказание помощи.
В 1492 году Перемышль на правах удела вошёл в состав Русского государства. В XVI веке в Перемышльском кремле был построен кирпичный Успенский собор. В 1611 году после в Перемышльском кремле после смерти Лжедмитрия II на некоторое время обосновался Ян Пётр Сапега. В 1613 году город взяли и сожгли литовцы, но крепость была вскоре восстановлена. В 1615 году к городу приступил Александр Лисовский и в результате бегства воеводы Семёна Глебова с гарнизоном, взял Перемышль и сжёг его до основания.
После этого Перемышльский кремль был перенесён на новое место, к северу от Пушкарского оврага. К концу XVII века укрепления пришли в плачевное состояние, а к началу XVIII века полностью развалились. Успенский собор на Старом городище сохранился до наших дней, однако в 1970-х годах значительная часть обрушилась.

## Описание
Первоначальный кремль Перемышля располагался на так называемом Старом городище, на холме, возвышающимся над старицей Оки, которая сегодня сохранилась в виде нескольких озёр. К северу от него был пролегал Пушкарский овраг, с западном стороны к нему примыкал укреплённый окольный город под именем Завершье. В нём находился Никольский Резванский монастырь.
После сожжения кремля лисовчиками в 1615 году новый кремль был перенесён на высокий округлый холм к северу от старого городища, где ранее располагался детинец князя А. И. Воротынского. По описи 1677—1678 годов, этот кремль представлял собой дубовый острог с периметром стен 298 м и восемью башнями, одна из которых имела проездные ворота. Внутри крепости находился воеводский двор, канцелярия, пороховой погреб и несколько казённых складских построек. К северу и западу от него располагался новый посад с деревянным Борисоглебским собором, торговыми лавками и Рождественским монастырём. Он был окружён заполотом и рвом «от татарского приходу». Место, где находился второй кремль, известно в городе под названием «Новое городище». От его укреплений сохранились фрагменты земляного вала высотой около 2 м.